# Smedstorp (Karlskoga)
Smedstorp is een plaats in de gemeente Karlskoga in het landschap Värmland en de provincie Örebro län in Zweden. De plaats heeft 51 inwoners (2005) en een oppervlakte van 9 hectare.